# Effeln
Effeln ist ein Ortsteil der Gemeinde Anröchte im Kreis Soest Nordrhein-Westfalen.

## Lage
Das Dorf Effeln liegt am nördlichen Haarstrang und ist Teil der Hellweg-Region zwischen Sauerland und Münsterland. Politisch gehört es zur Gemeinde Anröchte.
Über die Kreisstraße 8 ist die Anbindung an das regionale und überregionale Straßennetz gewährleistet, nämlich an die B 55 und die A 44.

## Geschichte
Über Effeln liegen nur wenige frühgeschichtliche Nachrichten vor.  
Der Name kommt in einer vor 1217 zu datierenden Urkunde des Klosters Grafschaft vor, in der unter den Zeugen auch Sifridus de Effele erscheint. 
Bis zur kommunalen Neuordnung, die am 1. Januar 1975 in Kraft trat, war Effeln eine selbstständige Gemeinde im damaligen Amt Rüthen. Seitdem ist Effeln eine der zehn Ortschaften der 1975 neu gebildeten Gemeinde Anröchte, die dem neu gebildeten Kreis Soest zugeordnet wurde.

## Politik
Ortsvorsteher ist Stephan Langesberg-Göckede (CDU).

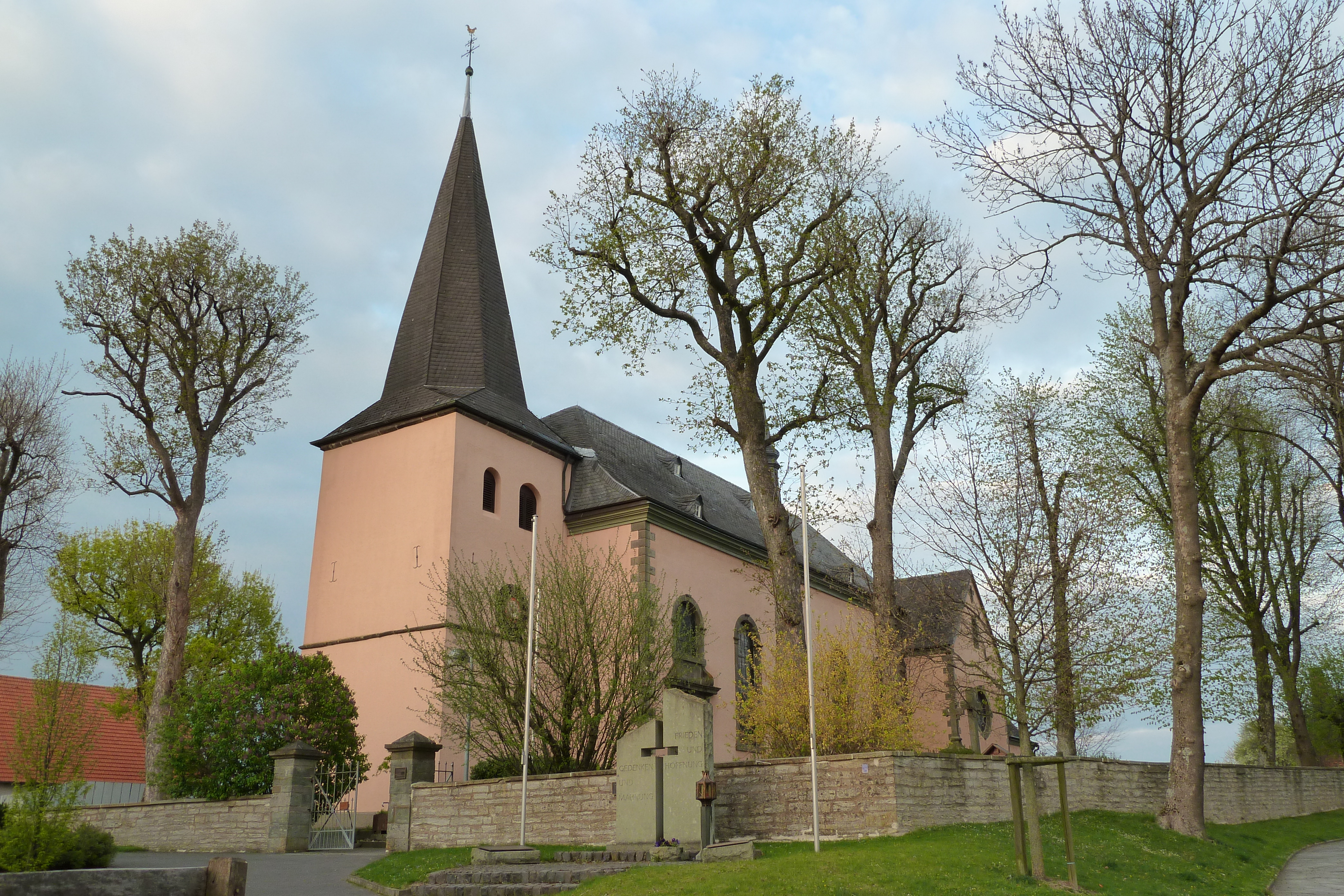
Die St.-Maria-Magdalena-Kirche in Effeln.

## Wappen
Blasonierung
„In Silber unter einem blauen Sparren ein blaues Salbölgefäß.“ 
Symbolik des Schildbildes
Die Symbole sind dem historischen Wappen der Adelsfamilie derer von Meschede und der Schutzpatronin der Kirchengemeinde, St. Maria Magdalena, entnommen. Die Farben Silber und Blau stehen für das Patronatsrecht des Klosters Grafschaft über die Effelner Kirche und die Zugehörigkeit Effelns zum Kurkölnischen Herzogtum Westfalen bis 1802. Das Wappen besitzt nichtamtlichen Charakter und dient rein repräsentativen Zwecken. Es wurde im Jahre 1995 für Effeln geschaffen.

## Söhne des Ortes
- Theo Breider (1903–1993), Schriftsteller
- Hans Breider (1908–2000), Önologe